# 奈良圭純
奈良 圭純（なら けいじゅん、1982年3月13日 - ）は、青森県出身の競技麻雀のプロ雀士。
日本プロ麻雀連盟所属。団体内の段位は七段。

## 経歴・人物
- キャッチフレーズは「世界のNARAちゃん」
- 日本プロ麻雀連盟22期で、同期は佐々木寿人、内川幸太郎、ガースなど
- 2023年6月より開催されるMトーナメント2023に出場する[1]。

## 獲得タイトル
- 麻雀マスターズ（第20期、第30期）[2]
- BIG1カップ（第20回）[3]
- リーチ麻雀世界選手権（第3回）[4][5]